# Havana (Kansas)
Havana es una ciudad ubicada en el de condado de Montgomery en el estado estadounidense de Kansas. En el año 2010 tenía una población de 104 habitantes y una densidad poblacional de 346,67 personas por km².

## Geografía
Havana se encuentra ubicada en las coordenadas 37°5′28″N 95°56′31″O / 37.09111, -95.94194 (37.091159, -95.941876).

## Demografía
Según la Oficina del Censo en 2000 los ingresos medios por hogar en la localidad eran de $30,625 y los ingresos medios por familia eran $34,107. Los hombres tenían unos ingresos medios de $25,313 frente a los $17,083 para las mujeres. La renta per cápita para la localidad era de $14,996. Alrededor del 6.7% de la población estaban por debajo del umbral de pobreza.